# 宁英 (明朝宦官)
宁英（1432年—1493年），字廷秀，别号春云道人，福建延平沙县（今福建省沙县）昭宝山大族人，成化時尚膳監太监。

## 生平
宣德七年（1432年），出生。
正统年间，入宫。
天顺元年（1457年），奉命服侍居住春宫的太子朱见深。
天顺八年（1464年），晋升奉御、兵仗局右副使。
成化元年（1465年），晋升兵仗局左副使。
成化二年（1466年），进尚膳监太监，赐以金织蟒衣、玉带以慰其劳。
成化十年（1474年），命提督军器局、鞍辔局。
弘治六年（1493年），因病去世，享年62岁，赐宝镪五千缗，遣内官监太监陈良谕祭。

## 亲属
- 宁洪（长侄）
- 宁德通（次侄）